# Cândești, Alba
Cândești este un sat în comuna Avram Iancu din județul Alba, Transilvania, România.